# Vepris sansibarensis
Espèce
Classification phylogénétique
Statut de conservation UICN

 VU  : Vulnérable
Vepris sansibarensis est une espèce de plantes du genre Vepris de la famille des Rutacées.